# Inisa
Inisa – miasto w Nigerii, w stanie Osun.